# Pierre Joseph Billard
Pour les articles homonymes, voir Billard (homonymie).
Pierre Joseph Billard, né le 28 décembre 1772 à Paris, mort le 28 avril 1855 à Paris, est un général français de la Révolution et de l’Empire.

## Biographie

### Débuts dans l’armée
Après avoir fait ses études au collège Mazarin, il entre comme aspirant volontaire, le 7 mars 1787, dans la marine royale, et fait, à bord de la gabarre la Guiane, du sloop l’Amitié et de la corvette l’Ariel, les campagnes de 1787-1788 et 1789.
À son retour en France, au mois de février 1790, il fait partie de la garde nationale de Paris jusqu’au 12 janvier 1792, époque de sa nomination au grade de sous-lieutenant dans le 34e régiment d’infanterie, dont le 2e bataillon est incorporé, en l’an II, dans la 68e demi-brigade d’infanterie, devenue, en l’an IV, 15e demi-brigade de ligne. Lieutenant, le 28 mai suivant, il fait les guerres de 1792 à l’an V, à l’armée du Nord, et assiste à la bataille de Jemmapes, au siège de Maestricht, aux affaires de Saint-Trond, de Tirlemont, et à la bataille de Nerwinden. 
L’armée ayant été dissoute au camp sous Tournai, le bataillon auquel il appartient va tenir garnison à Lille, et fait ensuite partie du camp de la Madeleine, établi sous les murs de cette place. Il a alors le commandement d’une compagnie de tirailleurs aux avant-postes.

### Terreur
Au mois de germinal an II, l’armée se met en mouvement, et la 68e demi-brigade prend une part glorieuse aux affaires de Menin, de Courtrai, de Tourcoing, d’Ypres le 17 juin 1794, d’Hooglede le 18 juin 1794, de Bois-le-Duc et de Nimègue. Le 29 floréal an II (18 mai 1794), à la bataille de Tourcoing, où il reprend deux pièces de canon que les Français ont abandonnées, et le 30 prairial suivant (18 juin 1794), à Hooglede, il contribue à la défaite du régiment de dragons de Latour. Appelé à remplir les fonctions d’adjudant-major le 28 floréal an IV, et nommé capitaine de grenadiers le 5 frimaire an V, il passe, le 22 messidor, en qualité d’aide de camp auprès du général Schérer, devient chef de bataillon le 17 pluviôse an VII, et sert en Italie pendant une partie de cette dernière année.

### Consulat
Placé comme adjoint à l’état-major de la 17e division militaire (Paris), le 18 thermidor, il s’y trouve encore au mois de brumaire an VIII, et il se rend avec le général Antoine François Andréossy à Saint-Cloud. Sa conduite pendant les journées des 18 et 19, lui vaut un sabre de la manufacture de Versailles, que lui donne le premier consul.
Chargé de plusieurs missions importantes pour l’armée de l'Ouest, et particulièrement d’une reconnaissance des côtes de la Manche, il s’en acquitte avec un plein succès.
Le 13 floréal an XI, il est mis à la disposition du général Mortier, et reste à l’armée de Hanovre pendant une partie de l’an XI et en l’an XII. Aide de camp de cet officier général, alors commandant de l’artillerie consulaire, le 12 frimaire an XII, et créé membre et officier de la Légion d'honneur en prairial, il conserve ses fonctions auprès de son général lorsque celui-ci est élevé à la dignité de maréchal de l'Empire. Il l’accompagne au camp de Boulogne et à la Grande Armée pendant les campagnes de l’an XIV et de 1806 en Autriche.
Après la prise d’Ulm, il suit les opérations du corps du maréchal Mortier sur la rive gauche du Danube, et prend part à la bataille de Dürenstein le 20 brumaire an XIV (11 novembre 1805).

### Campagne d’Italie
Nommé colonel le 10 juillet 1806, il continue ses fonctions d’aide-de-camp jusqu’au 14 août, et va prendre le commandement du 29e régiment d’infanterie de ligne qui appartient à l’armée de Naples. C’est à la tête de ce corps qu’il concourt à l’expédition des Calabres en 1807 et 1808. Chargé de la prise de Crotone, il l’enlève en quarante-huit heures avec deux bataillons de son régiment et trois cents hommes de la garde civique.
Le 28 mai 1807, le 29e de ligne trouve encore l’occasion de se signaler à l’affaire de Mileto, et le général Reynier cite particulièrement dans son rapport le colonel Billard. Le 29e de ligne a, dans cette circonstance, vingt-et-un officiers et trois cent trente sous-officiers et soldats mis hors de combat. À la fin de 1808, il commande l’île de Procida, et pendant son séjour une escadre britannique, composée de cinq vaisseaux et de six frégates, se présente devant l’île. Un parlementaire vient sommer le colonel de rendre la place, mais celui-ci lui répond que les Français n’ont pas pour habitude de se rendre à une première invitation. L’officier britannique se retire, et, après quelques démonstrations sans résultat, l’escadre ennemie lève l’ancre et se dirige sur Ischia, où elle n’obtient pas plus de succès.
En 1809, il fait partie de l’armée sous les ordres du prince Eugène de Beauharnais, et se trouve au combat devant Caldiero, au passage de la Piave, à la bataille de Raab, et au combat du 5 juillet au soir, ou l’armée d'Italie éprouve un  échec en voulant s’emparer du plateau de Wagram. Le 29e de ligne a, dans cette affaire, soixante-dix officiers tués ou blessés, et le colonel y perd un cheval tué sous lui.
L’Empereur, par décret du 15 août 1809, lui accorde le titre de baron de l'Empire, avec une dotation de 6 000 francs de rente. Le prince place le 29e de ligne dans la division du général Barbou, qui, réunie au corps du général général Baraguay d'Hilliers, est chargée de pacifier le Tyrol. La prise de Hoffer, chef des insurgés, est le résultat des habiles dispositions du colonel Billard.
Au commencement de 1810, les Tyroliens s’étant soumis, le 29e se rend à Livourne, où il tient garnison jusqu’en 1811, époque à laquelle il est envoyé à Toulon. En arrivant dans cette place, il reçoit sa nomination au grade de général de brigade, auquel il a été promu le 6 août 1811. Il demeure chargé du commandement du département du Var et spécialement des troupes en garnison à Toulon.

### Campagne de Russie
Le 29 mars 1812, il reçoit l’ordre de se rendre à Wesel pour y prendre le commandement de la 3e brigade de la 12e division d’infanterie, faisant partie du 9e corps de la Grande Armée. C’est à la tête de ces troupes qu’il fait la campagne de Russie. Le 9e corps chargé de l’arrière-garde de l'armée, n’a jusqu’à son arrivée à Smolensk que des engagements de peu d’importance.
Cependant le duc de Bellune (maréchal Victor) a réuni à son commandement celui du corps du duc de Reggio (maréchal Oudinot), qui a été mis hors de combat, croit devoir faire une reconnaissance des forces de l’ennemi. C’était la première fois que le 9e corps se trouvait en ligne. Cette reconnaissance, par l’acharnement qui a lieu de part et d'autre, devient un véritable combat dans lequel le 9e corps, qui est en tête, perd du monde sans obtenir de résultat décisif. La brigade Billard qui tient la gauche, a ordre de se porter dans cette direction pour rétablir la communication de la route, ce qu’elle exécute en faisant 200 prisonniers. Le 9e corps a reçu l’ordre quelque temps après de se tenir prêt à faire face à Wittgenstein et à Pavel Tchitchagov, et cependant de ne pas compromettre des troupes sur lesquelles l’Empereur compte pour protéger son mouvement rétrograde sur Smolensk, il lui devient impossible d’entreprendre quelque chose de sérieux et ainsi ce corps se fond sans avoir rendu les services qu’on pouvait attendre de lui. Les marches et les contre-marches, plus que les combats, l’ont réduit de moitié au moment où il est chargé du commandement de l’arrière-garde. La 42e division qui, en entrant en campagne, est forte de 12 500 hommes, en compte alors à peine 3 000.
Le 28 novembre, le général Billard, avec sa brigade, dont l’effectif ne dépasse pas 1 000 combattants, a mission de rejeter de l’autre côté de la Bérézina les troupes de Pavel Tchitchagov, qui se sont introduites dans Borissov passant un à un sur les débris du pont brûlé. Les dispositions qu’il prend ont tout le succès qu’on peut en espérer. Cette division, après des efforts inouïs, exténuée par le froid, la fatigue et les privations, est obligée de mettre bas les armes. Le général Billard, conduit à Witepsk, ne rentre en France qu’au mois de juillet 1814.

### Retour en France
Chevalier de Saint-Louis et commandeur de la Légion d'honneur, les 13 et 23 août suivant, il est mis en non-activité le 1er septembre, et nommé inspecteur d’infanterie adjoint dans la 6e division militaire le 16 janvier 1815 ; il exerce encore ces fonctions lorsque Napoléon Ier revient de l’île d'Elbe.
Dès le 31 mars, un décret lui donne le commandement d’une brigade à la 4e division du corps d’armée du comte Reille, mais il passe ensuite à la 1re brigade de la 8e division du 3e corps de l’armée du Nord, avec lequel il fait la campagne des Cent-Jours. Son cheval s’étant renversé sur lui, le 15 juin, en combattant dans le village de Saint-Amand, il est obligé de se rendre à Paris pour y soigner sa santé, et est mis en non-activité vers la fin de l'année.

### Inspecteur géréral des troupes d’infanterie
De 1816 à 1821, il exerce les fonctions d’inspecteur général des troupes d’infanterie dans différentes divisions militaires. Appelé à faire partie du comité consultatif d’inspection, il y montre les connaissances d’un officier habitué au maniement des troupes, et passe le 26 décembre 1821 au commandement de la 1re subdivision de la 5e division militaire.
Promu au grade de lieutenant-général et mis en disponibilité le 30 juillet 1823, il remplit les fonctions d’inspecteur général d’infanterie dans les 2e et 16e divisions militaires le 29 juin 1825, commande la 1re division du camp de Saint-Omer en 1827, est en même temps chargé de l’inspection des troupes de cette division, et reçoit le 15 septembre la décoration de commandeur de Saint-Louis. Il continue ses fonctions d’inspecteur général pendant les années suivantes, devient gentilhomme honoraire de la chambre du roi, et est compris comme disponible dans le cadre d’activité de l’état-major général le 7 février 1831.
Envoyé à Bruxelles, pour l’organisation et l’inspection des troupes de l’armée belge le 4 septembre suivant, il ne veut point accepter les offres que lui fait le roi Léopold de prendre du service en Belgique et rentre en France le 14 janvier 1832. Chargé le 25 mai 1833, de l’inspection générale des troupes d’infanterie de la 13e division militaire, il passe au commandement de la 6e division militaire (Besançon) le 16 novembre 1835. Grand officier de la Légion d'honneur le 16 février 1837, et commandeur de l’Ordre de Léopold de Belgique le 10 octobre suivant, il est admis à la pension de retraite le 24 janvier 1838, et se retire à Paris pour y résider.

## Armoiries
| Figure | Blasonnement |
|        | Armes du baron Billard et de l'Empire (décret du 15 août 1809, lettres patentes du 31 janvier 1810 (Paris)) Écartelé : au premier d'azur à l'étoile d'argent au deuxième de sable à trois fasces d'or ; au troisième de gueules au dextrochère, mouvant du chef d'or, tenant une lance du même, posée en barre ; au quatrième de sinople au lion d'argent, armé et lampassé d'or ; franc quartier des barons tirés de l'armée. Livrées : couleurs de l'écu, le verd en bordure seulement. |